# Jack Hildén
Jack Viktor Hildén, född 12 december 1989 i Stockholm, är en svensk författare och kulturskribent.
Jack Hildén är son till författaren Bengt Ohlsson och Anja Hildén. Han debuterade som författare 2014 med romanen Vi, vi vaktmästare och är skribent på Aftonbladet.